# Windpark Hesselbach
Der Windpark Hesselbach ist ein Windpark im Stadtgebiet von Bad Laasphe im Kreis Siegen-Wittgenstein, Nordrhein-Westfalen, Deutschland. Er befindet sich auf dem Gebiet der Gemarkungen Hesselbach, Banfe und Bad Laasphe. Es handelt sich um den ersten Wald-Windpark in Nordrhein-Westfalen. Der Windpark verfügt über zehn Windkraftanlagen vom Hersteller Vestas. Zwei weitere Anlagen gingen im März 2021 und im April 2022 in Betrieb. Die installierte Leistung liegt bei knapp 31 Megawatt. Betreiber dieses Windpark ist die Wittgenstein Gruppe, welche durch Ludwig-Ferdinand Prinz zu Sayn-Wittgenstein-Berleburg gegründet wurde.

## Geschichte
Motivation für den Windpark waren die großen Sturmschäden durch Orkan Kyrill im Januar 2007. Ebenso wichtig waren die veränderten politischen Rahmenbedingungen wie ein revidierter Windenergieerlass. Der Waldbesitzer und Unternehmer Ludwig Ferdinand Prinz zu Sayn-Wittgenstein-Berleburg gründete das Unternehmen Wittgenstein New Energy Holding GmbH (WNE Group), welches sich mit der Beratung, Planung, Realisierung und dem Betrieb von Windkraftanlagen beschäftigt. Gründer und Geschäftsführer sind identisch.

### Bau und Einweihung

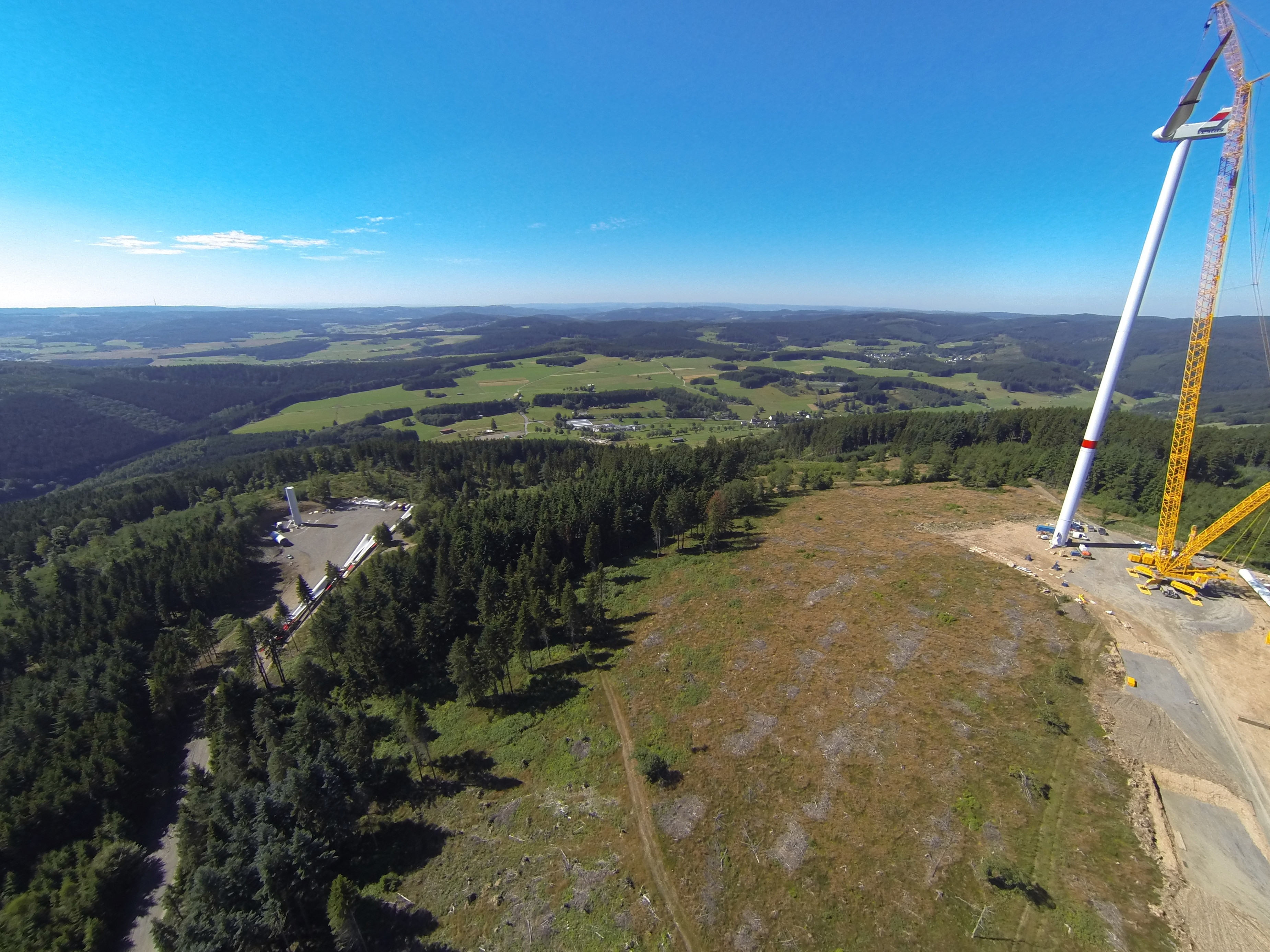
Bau der Windräder

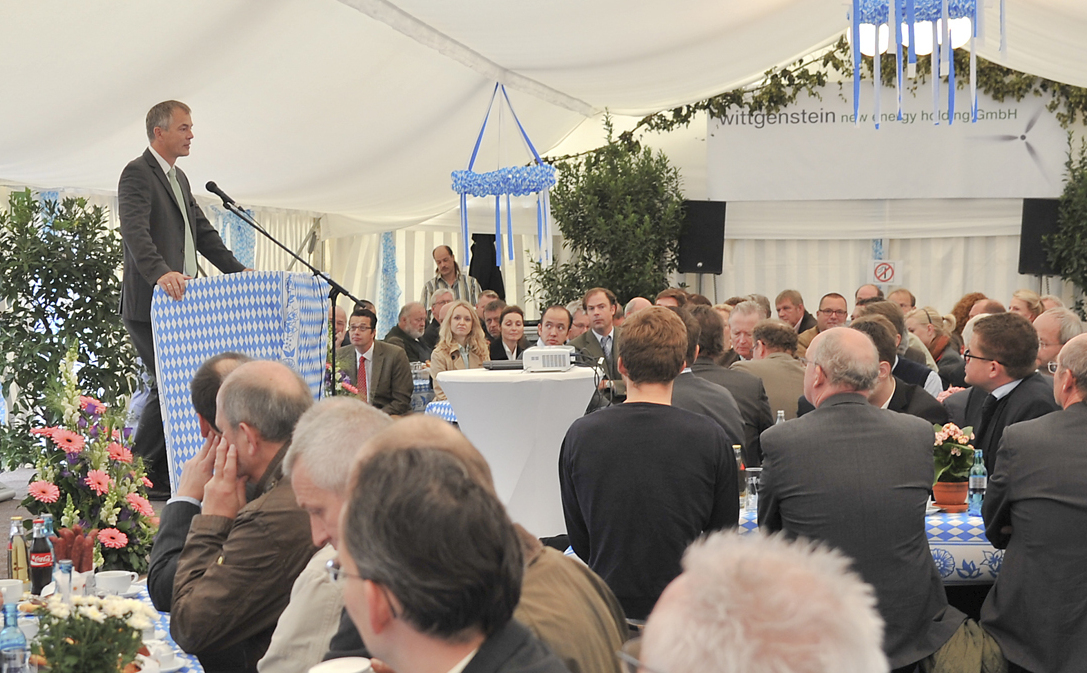
Einweihungsrede von Johannes Remmel

Im Oktober 2012 bekam der Investor die erste Genehmigung. Im Mai 2013 erfolgte die Betonage der Fundamente; pro Fundament wurden 1.050 Kubikmeter Beton und 93 Tonnen Stahl verarbeitet. Für jede Anlage wurde eine Fläche von etwa zwei Hektar benötigt. Im Juli desselben Jahres wurden die ersten Großkomponenten angeliefert und im August wurde die erste Anlage am Spreitzkopf fertiggestellt.
Für die Bauarbeiten wurde in Spezialkran des Unternehmens Franz Bracht nötig, welcher über eine Hublast von 750 Tonnen verfügt. Die Vorarbeiten wurden von 130- und 400-Tonnen-Kränen ausgeführt.
Am 11. September 2013 wurde der Windpark vom Nordrhein-Westfälischen Umweltminister Johannes Remmel eröffnet.

### Erste Erweiterung: WEA 7 und 8
Anfang 2014 wurde die Genehmigung für die Erweiterung des Windparks um zwei weitere Anlagen desselben Typs bekannt. Der Bau wurde im November desselben Jahres umgesetzt. Die zusätzlichen Anlagen wurden Anfang Dezember 2014 fertiggestellt und einige Wochen später an das Stromnetz angeschlossen.

### Zweite Erweiterung: WEA 9 und 10
Im März 2016 wurde bekannt, dass das ein Genehmigungsantrag für zwei weitere Anlagen nordöstlich von Hesselbach auf dem Gerhardsberg und dem Görzberg eingereicht wurde. Die Genehmigung wurde im Dezember 2016 erteilt. Der Bau der beiden Anlagen wurde im April 2017 begonnen und im Oktober 2017 abgeschlossen.

### Dritte Erweiterung: WEA 11
Die Planungen um ein weiteres Windrad kurz hinter der Landesgrenze auf hessischer Seite des Görzberges wurden im März 2017 bekannt. Es würde rechnerisch etwa 3000 Zwei-Personen-Haushalte versorgen. Die Gemeinde Breidenbach klagte gegen das Windrad, unterlag aber schlussendlich. Im April 2022 wurde das Windrad errichtet.

### Vierte Erweiterung: WEA 12
Im September 2017 wurden Pläne für Windrad auf dem Raumberg, südöstlich von Banfe, bekannt. Die Bauarbeiten begannen im September 2020.[veraltet]

## Betrieb
Im nahegelegenen Erndtebrück betreibt Vestas eine Wartungs-Außenstelle mit vier Mechanikern.

### Stromerzeugung
Das jährliche Regelarbeitsvermögen der ersten sechs Windenergieanlagen entspricht laut RWE rechnerisch dem Verbrauch von 14.000 Haushalten.

### Zufahrt
Während der jeweiligen Bauzeiten des Windparks und dessen Erweiterungen wurde die Straße, genannt Armer Mann (Teil der Kreisstraße K 36), in eine Einbahnstraße umgewidmet. Die erlaubte Fahrtrichtung war jeweils von Bad Laasphe nach Hesselbach. Grund dafür war jeweils, dass sonst stattfindender Begegnungsverkehr mit den Baufahrzeugen ein Sicherheitsrisiko wäre. Aufgrund einer Sperrung der Bundesstraße 62 wurden bei den Bauarbeiten 2017 komplizierte Regelungen erforderlich.

### Defekter Generator
In den Monaten April und Mai 2015 tauschte ein Kran einen defekten Generator aus.

## Technik

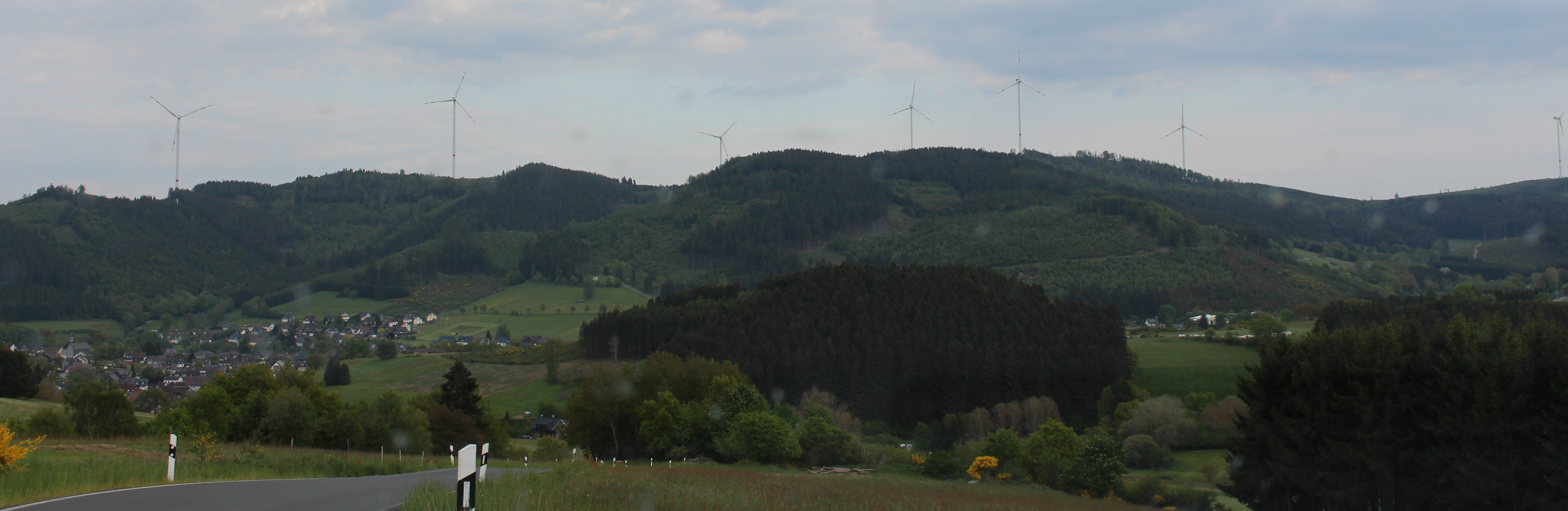
Alle acht Windkraftanlagen sind sichtbar

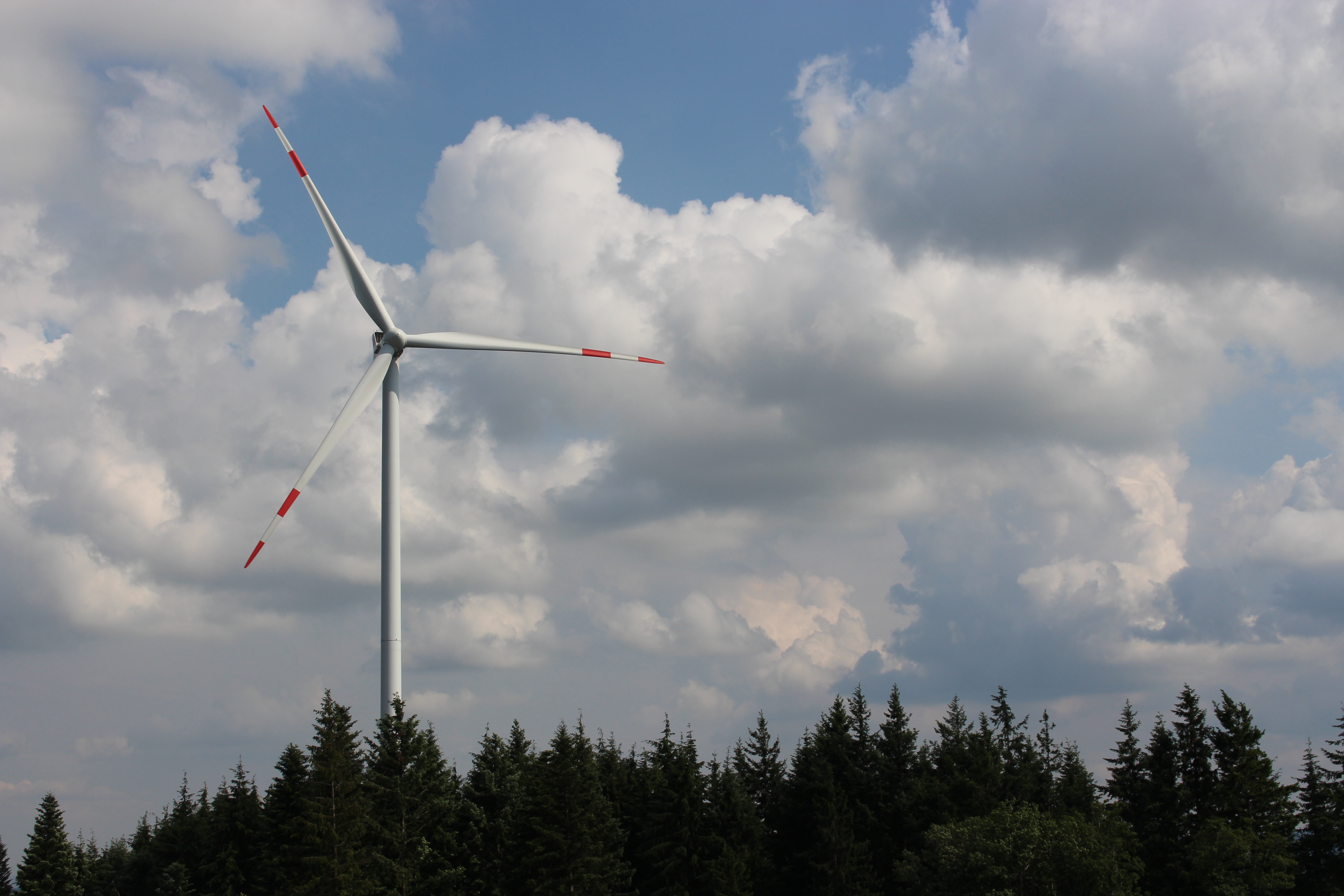
Windenergieanlage WEA 2

Die acht ersten Windkraftanlagen sind vom Typ Vestas V112, welche einen Rotordurchmesser von 112 m, eine Nabenhöhe von 140 m und daraus folgend eine Gesamthöhe von 196 m haben. Sie haben eine installierte Leistung von jeweils 3 MW und wurden im Jahr 2013 und 2014 errichtet.
Die zweite Erweiterung wurde mit zwei Anlagen vom Typ Vestas V126 durchgeführt. Sie verfügen über eine Nabenhöhe von 137 Metern und einem Rotordurchmesser von 126 Metern. Die installierte Leistung liegt bei 3,3 MW.
Für die ersten sechs Anlagen wird der Anschluss des Windparks mit etwa 36 km Stromkabeln an ein Umspannwerk in Bad Laasphe angegeben. Für die Kommunikation und für den Blitzschutz wurden 2013 weitere 15 bzw. 10 km verlegt.
- Karte mit allen Koordinaten:
- OSM |
- WikiMap

| Anlage | Aufstellung | Typ         | Koordinaten | Position                 | Gemarkung           |
| ------ | ----------- | ----------- | ----------- | ------------------------ | ------------------- |
| 1      | 2013        | V112-3 MW   | WEA 1       | Spreitzkopf              | Hesselbach          |
| 2      | 2013        | V112-3 MW   | WEA 2       | Wipper Camp              | Hesselbach          |
| 3      | 2013        | V112-3 MW   | WEA 3       | Großer Ahlertsberg       | Hesselbach          |
| 4      | 2013        | V112-3 MW   | WEA 4       | Grahberg                 | Hesselbach          |
| 5      | 2013        | V112-3 MW   | WEA 5       | Wartholzkopf             | Banfe               |
| 6      | 2013        | V112-3 MW   | WEA 6       | Alter Sportplatz (Banfe) | Banfe               |
| 7      | 2014        | V112-3 MW   | WEA 7       | Kleiner Ahlertsberg      | Hesselbach          |
| 8      | 2014        | V112-3 MW   | WEA 8       | Hasseln                  | Banfe               |
| 9      | 2017        | V126-3.3 MW | WEA 9       | Gerhardtsberg            | Hesselbach          |
| 10     | 2017        | V126-3.3 MW | WEA 10      | Görzberg                 | Hesselbach          |
| 11     | 2022        | V126-3.3 MW | WEA 11      | Görzberg                 | Wiesenbach (Hessen) |
| 12     | 2021        | V126-3.3 MW | WEA 12      | Raumberg                 | Banfe               |

## Trivia
Im Windpark sind Geocaches platziert.